# 1167
| [ Edytuj tabelę ]                |                                                                 |
| Książę Małopolski                | - 1146 Bolesław IV Kędzierzawy 1173                             |
| Książę Wielkopolski              | - 1138 Mieszko III Stary 1177                                   |
| Król Angkoru                     | - 1165 Tribhuwanaditjawarman 1177                               |
| Król Anglii                      | - 1154 Henryk II 1189                                           |
| Król Aragonii i hrabia Barcelony | - 1164 Alfons II Aragoński 1196                                 |
| Książę Bawarii                   | - 1156 Henryk XII Lew 1180                                      |
| Margrabia Brandenburgii          | - 1144 Albrecht Niedźwiedź 1170                                 |
| Książę Burgundii                 | - 1162 Hugo III 1192                                            |
| Cesarz Bizancjum                 | - 1143 Manuel I Komnen 1180                                     |
| Cesarz Chin                      | - 1162 Song Xiaozong 1189                                       |
| Książę Czech                     | - 1140 Władysław II 1172                                        |
| Król Danii                       | - 1157 Waldemar I Wielki 1182                                   |
| Władca Egiptu                    | - 1160 Al-Adid 1171                                             |
| Król Francji                     | - 1137 Ludwik VII Młody 1180                                    |
| Król Gruzji                      | - 1156 Jerzy III 1184                                           |
| Hrabia Holandii                  | - 1157 Floris III 1190                                          |
| Cesarz Japonii                   | - 1165 Rokujō 1168                                              |
| Kalif                            | - 1160 Al-Mustandżid 1170                                       |
| Król Kastylii                    | - 1158 Alfons VIII Szlachetny 1214                              |
| Wielki książę Kijowa             | - 1159 Rościsław I Michał 1167 - 1167 Mścisław Izjasławicz 1169 |
| Patriarcha Konstantynopola       | - 1156 Łukasz Chryzoberges 1169                                 |
| Władca Korei                     | - 1146 Ŭijong 1170                                              |
| Król Leónu                       | - 1157 Ferdynand II 1188                                        |
| Kalif Maroka                     | - 1163 Abu Jusuf I 1184                                         |
| Król Nawarry                     | - 1150 Sancho VI 1194                                           |
| Król Norwegii                    | - 1161 Magnus V 1184                                            |
| Hrabia Palatynatu                | - 1155 Konrad Hohenstauf 1195                                   |
| Papież                           | - 1159 Aleksander III 1181 - 1164 antypapież Paschalis III 1168 |
| Król Portugalii                  | - 1139 Alfons I 1185                                            |
| Sułtan Rumu                      | - 1156 Kilidż Arslan II 1192                                    |
| Książę Rusi halickiej            | - 1153 Jarosław Ośmiomysł 1187                                  |
| Cesarz Rzymski (niemiecki)       | - 1155 Fryderyk I Barbarossa 1190                               |
| Książę Saksonii                  | - 1142 Henryk Lew 1180                                          |
| Król Szkocji                     | - 1165 Wilhelm I 1214                                           |
| Król Szwecji                     | - 1155 Karol Sverkersson 1167 - 1167 Kol Sverkersson 1173       |
| Doża Wenecji                     | - 1156 Vitale II Michiel 1172                                   |
| Król Węgier                      | - 1163 Stefan III 1172                                          |

Rok 1167 / MCLXVII
stulecia: XI wiek ~
XII wiek ~
XIII wiek

lata: 1157 «
1162 «
1163 «
1164 «
1165 «
1166 «
1167
» 1168
» 1169
» 1170
» 1171
» 1172
» 1177

## Wydarzenia w Polsce
- Ponieważ zmarły książę sandomierski Henryk nie zostawił dziedziców, Bolesław IV Kędzierzawy przyłączył Ziemię Sandomierską do dzielnicy senioralnej. Wzmożenie jego władzy nie podobało się magnatom, którzy pod przywództwem Świętosława, syna Piotra Włostowica, oraz Jaksy z Miechowa zaczęli upominać się o prawa najmłodszego z potomków Bolesława III Krzywoustego, pogrobowca Kazimierza Sprawiedliwego. Zapobiegając zamieszkom, Kędzierzawy oddał mu Wiślicę.

## Wydarzenia na świecie
- 29 maja – IV wojna włoska Fryderyka Barbarossy: zwycięstwo wojsk cesarskich nad Rzymianami w bitwie pod Tuskulum.
- 8 lipca – bitwa pod Sirmium. Armia bizantyjska zwyciężyła armię węgierską.
- 22 republiki miejskie we Włoszech zawiązały Ligę Lombardzką[1].
- Cesarz bizantyński Manuel I przy pomocy ruskiej zdobył Dalmację, Chorwację i Bośnię[1].
- Założono Uniwersytet Oksfordzki.
- Kiyomori Taira otrzymał tytuł pierwszego wielkiego ministra Japonii.

## Urodzili się
- 10 września – Aleksy Komnen, cesarz bizantyński (zm. 1183)

## Zmarli
- 14 marca – Rościsław I Michał, książę smoleński i wielki książę kijowski (ur. ?)
- 12 kwietnia – Karol Sverkersson, król Szwecji (ur. ok. 1130)
- 19 sierpnia – Henryk II, książę Limburgii (ur. ok. 1115)
- 10 września – Matylda, cesarzowa Niemiec (ur. 1102)